# Liste der Baudenkmäler in Aufhausen

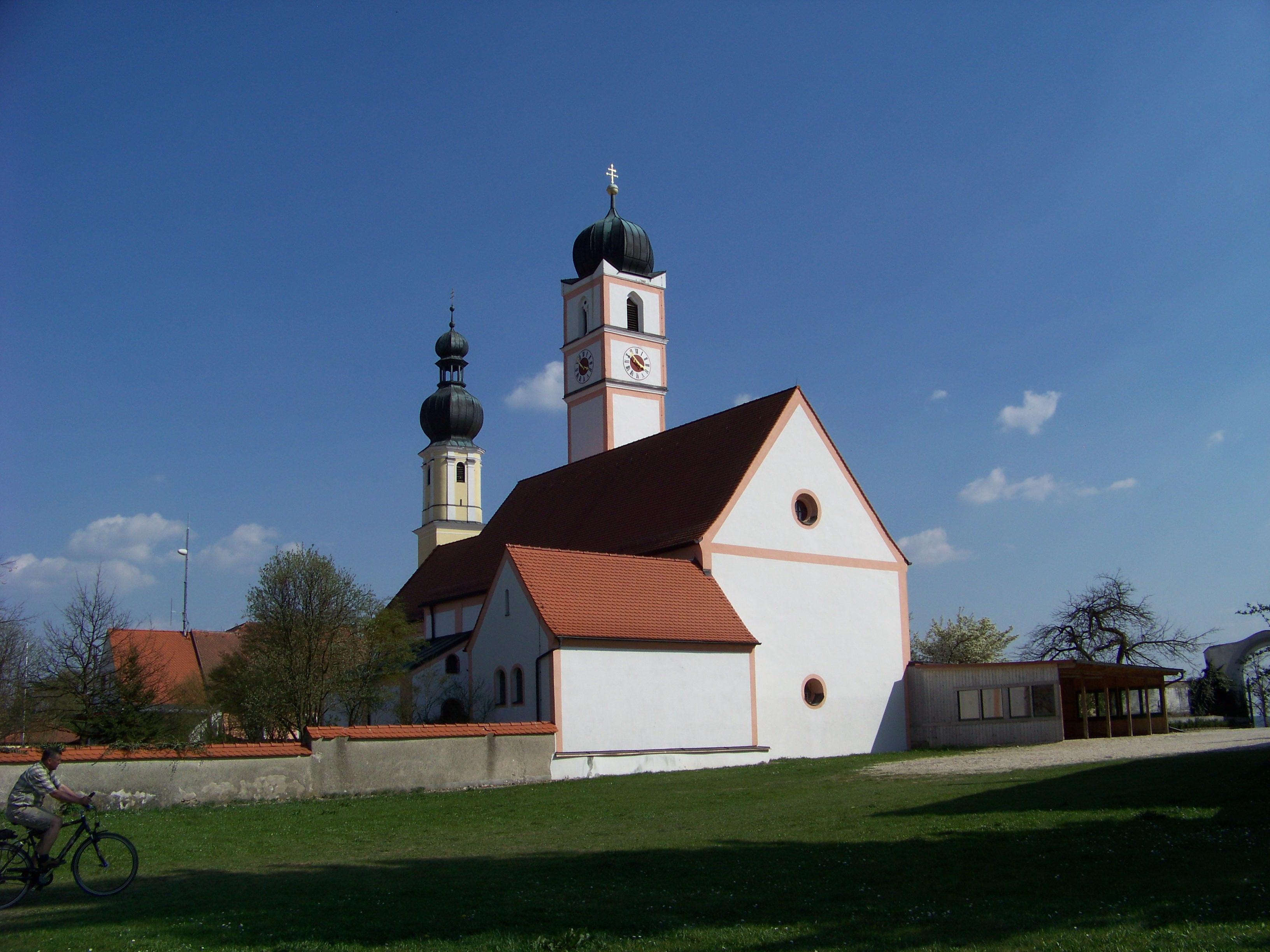
Die beiden Kirchen St. Bartholomäus und Maria Schnee von Aufhausen.

Auf dieser Seite sind die Baudenkmäler in der Oberpfälzer Gemeinde Aufhausen zusammengestellt. Diese Tabelle ist eine Teilliste der Liste der Baudenkmäler in Bayern. Grundlage ist die Bayerische Denkmalliste, die auf Basis des Bayerischen Denkmalschutzgesetzes vom 1. Oktober 1973 erstmals erstellt wurde und seither durch das Bayerische Landesamt für Denkmalpflege geführt wird. Die folgenden Angaben ersetzen nicht die rechtsverbindliche Auskunft der Denkmalschutzbehörde.

## Baudenkmäler nach Ortsteilen

### Aufhausen
| Lage                                                         | Objekt                                                            | Beschreibung | Akten-Nr.             | Bild                  |
| ------------------------------------------------------------ | ----------------------------------------------------------------- | --- | --------------------- | --------------------- |
| Hofmark 1 (Standort)                                         | Hofmarkschloss Aufhausen, Ehemaliges Pflegerhaus, später Gasthaus | Zweigeschossiger und traufständiger Satteldachbau mit Eckerker und Hoftor, 17. Jahrhundert | D-3-75-115-1 Wikidata | weitere Bilder        |
| Hofmark 2; Nähe Nerianerweg; Seidenbuschstraße 22 (Standort) | Ehemaliges Oratorianer-Stift                                      | Ehemaliges Oratorianer-Stift, 1692–1886 Katholische Wallfahrts- und ehemalige Stiftskirche Maria Schnee, Zentralbau mit Nordturm und bewegter Fassade mit Pilastergliederung, 1736–46 von Johann Michael Fischer; mit Ausstattung Ehemaliges Stiftsgebäude, später Pfarrhof, zweigeschossige Vierflügelanlage mit Walmdach und Putzgliederungen Pavillon, zweigeschossiger Zeltdachbau mit verschindeltem Obergeschoss und Außentreppe Gartenmauer; alle 18. Jahrhundert | D-3-75-115-2 Wikidata | weitere Bilder        |
| Hofmark 3 (Standort)                                         | Katholische Pfarrkirche St. Bartholomäus und Dionysius            | Traufständiger Saalbau mit eingezogenem Chor und Flankenturm mit Zwiebelhaube, Langhaus romanisch, Umbauten im 17./18. Jahrhundert, 1854 verlängert, Chor und Sakristei spätgotisch | D-3-75-115-3 Wikidata | weitere Bilder        |
| Seidenbuschstraße 26 (Standort)                              | Hoftor mit Durchfahrt                                             | Zugehöriges Hoftor mit rundbogiger Durchfahrt und Pilastergliederung mit doppeltem Gebälk, 18. Jahrhundert | D-3-75-115-6 Wikidata | Hoftor mit Durchfahrt |

### Gansbach
| Lage                   | Objekt               | Beschreibung                                                                             | Akten-Nr.             | Bild           |
| ---------------------- | -------------------- | ---------------------------------------------------------------------------------------- | --------------------- | -------------- |
| In Gansbach (Standort) | Wegkapelle St. Maria | Giebelständiger Satteldachbau mit offenem Gehäuse, wohl 18. Jahrhundert; mit Ausstattung | D-3-75-115-7 Wikidata | weitere Bilder |

### Hellkofen
| Lage                   | Objekt                                | Beschreibung | Akten-Nr.             | Bild                                  |
| ---------------------- | ------------------------------------- | --- | --------------------- | ------------------------------------- |
| Hellkofen 2 (Standort) | Katholische Filialkirche St. Leonhard | Saalbau mit eingezogenem Chor, abgewalmtem Satteldach, Flankenturm mit Zwiebelhaube und Pilastergliederung und Vorzeichen, im Kern romanisch, Umbauten im 18. Jahrhundert; mit Ausstattung Friedhofsmauer, Bruchstein, 17./18. Jahrhundert | D-3-75-115-8 Wikidata | Katholische Filialkirche St. Leonhard |

### Irnkofen
| Lage                   | Objekt                                | Beschreibung | Akten-Nr.             | Bild                                  |
| ---------------------- | ------------------------------------- | --- | --------------------- | ------------------------------------- |
| Irnkofen 19 (Standort) | Katholische Nebenkirche St. Margareta | Saalbau mit eingezogener Apsis und Fassadenturm mit Zwiebelhaube, Apsis romanisch, Langhaus erste Hälfte 17. Jahrhundert; mit Ausstattung Friedhofsmauer, wohl mittelalterlich | D-3-75-115-9 Wikidata | Katholische Nebenkirche St. Margareta |

### Niederhinkofen
| Lage                           | Objekt      | Beschreibung                                                                                                   | Akten-Nr.              | Bild        |
| ------------------------------ | ----------- | --- | ---------------------- | ----------- |
| Nähe Niederhinkofen (Standort) | Dorfkapelle | Traufständiger und abgewalmter Satteldachbau mit Fassadenturm, 17./18. Jahrhundert, Turm 1883; mit Ausstattung | D-3-75-115-10 Wikidata | Dorfkapelle |

### Triftlfing
| Lage                          | Objekt                                           | Beschreibung | Akten-Nr.              | Bild           |
| ----------------------------- | ------------------------------------------------ | --- | ---------------------- | -------------- |
| Gailsbacher Weg 13 (Standort) | Ehemaliger Bierkeller                            | Zweigeschossiger und giebelständiger Satteldachbau mit gewölbtem Keller, über dem Eingang Initialen, bezeichnet „1785“           | D-3-75-115-15 Wikidata | BW             |
| Ortsstraße 17 (Standort)      | Bauernhaus                                       | Zweigeschossiger und traufständiger Frackdachbau, 17./18. Jahrhundert                                                            | D-3-75-115-13 Wikidata | Bauernhaus     |
| Ortsstraße 21 (Standort)      | Ehemaliger Eiskeller                             | Zweigeschossiger Walmdachbau mit gewölbtem Erdgeschoss, 18. Jahrhundert                                                          | D-3-75-115-17 Wikidata | BW             |
| Ortsstraße 26 (Standort)      | Katholische Filialkirche St. Johannes der Täufer | Saalbau mit abgewalmtem Satteldach und Westturm mit Spitzdach, 1687, Turm 19. Jahrhundert; mit Ausstattung                       | D-3-75-115-12 Wikidata | weitere Bilder |
| Schloßplatz 38 (Standort)     | Ehemaliges Hofmarkschloss                        | Zweigeschossiger und giebelständiger Satteldachbau mit Schweifgiebeln, Wiederaufbau nach Brand 1726, Umbauten im 19. Jahrhundert | D-3-75-115-14 Wikidata | weitere Bilder |